# Diecezja Caratingi

Regional CNBB Leste 2.

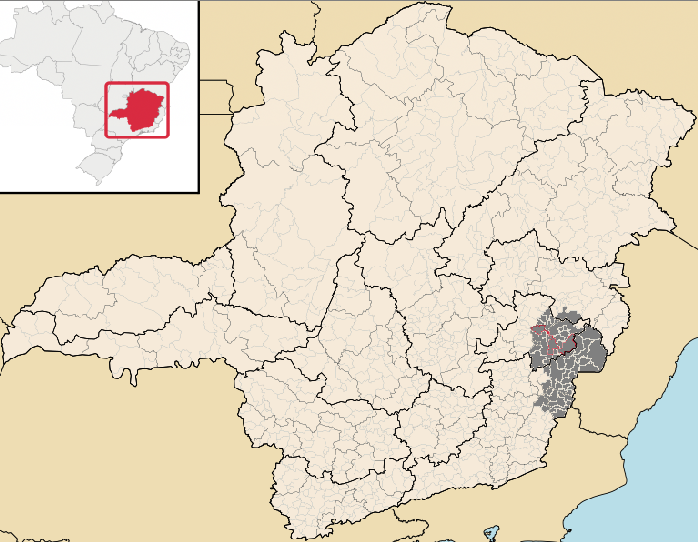
Diecezja Caratinga.

Diecezja Caratinga (łac. Dioecesis Caratingensis) – diecezja Kościoła rzymskokatolickiego w Brazylii. Należy do metropolii Mariany, wchodzi w skład regionu kościelnego Leste II. Została erygowana przez papieża Benedykta XV bullą Pastorale Romani Pontificis officium w dniu 15 grudnia 1915.

## Główne świątynie
- Katedra: Katedra św. Jana Chrzciciela w Caratindze

## Biskupi diecezjalni
- Manuel Nogueira Duarte (1918–1919)
- Carloto Fernandes da Silva Távora (1919–1933)
- José Maria Parreira Lara (1934–1936)
- João Batista Cavati CM (1938–1956)
- José Eugênio Corrêa (1957–1978)
- Hélio Gonçalves Heleno (1978–2011)
- Emanuel Messias de Oliveira (2011–2023)
- Juarez Delorto Secco (od 2023)